# صلاح الحسيني
صلاح الحسيني، ممثل مصري .

## عن حياته
شارك في العديد من الأعمال التلفزيونية والسينمائية . كما انه قدم فوازير .

## من أعماله

### المسلسلات
- قوت القلوب 2
- مليكة
- وضع أمني
- أستاذ ورئيس قسم
- القاصرات
- سلسال الدم 2
- ألوان الطيف
- عيون القلب

### السينما
- خط الموت
- الدنيا مقلوبة
- فتاة المافيا

### سهرات تلفزيونية
- مكر امرأة
- وراء الستار أميرة

### الفوازير
- مدرسة عمو فؤاد

## روابط خارجية
- صلاح الحسيني على موقع الدهليز
- صلاح الحسيني على موقع قاعدة بيانات الأفلام العربية